# Fuerza Aérea del Ejército Nacional de Indonesia
La Fuerza Aérea del Ejército Nacional de Indonesia (en indonesio: Tentara Nasional Indonesia Angkatan Udara, abreviada como TNI–AU), es la fuerza del Ejército Nacional de Indonesia que se encarga de la defensa aérea de la nación.

Escarapela utilizada entre 1946 y 1949.

## Aeronaves
| Aeronave                 | imagen | Tipo                       | Variante                  | En servicio | Origen         | Notas |
| ------------------------ | ------ | -------------------------- | ------------------------- | ----------- | -------------- | --- |
| Aviones de Combate       |        |                            |                           |             |                | |
| F-16 Fighting Falcon     |        | Caza polivalente           | F-16A/B F-16AM/BM F-16C/D | 32          | Estados Unidos | 2 unidades perdidas en accidentes, se planea comprar F-16V y actualizar a este estándar a las unidades ya existentes |
| Sukhoi Su-30             |        | Caza de superioridad aérea | Su-30MK Su-30MK2          | 11          | Rusia          | |
| Sukhoi Su-27             |        | Caza de superioridad aérea | Su-27SK Su-27SKM          | 5           | Rusia          | |
| BAE Hawk                 |        | Ataque ligero              | Hawk 209                  | 23          | Reino Unido    | |
| Aviones de Entrenamiento |        |                            |                           |             |                | |
| T-50 Golden Eagle        |        | Entrenador avanzado        | T-50I                     | 16          | Corea del Sur  | En servicio desde 2014, reemplazo del Hawk 53                                                                        |
| BAE Hawk                 |        | Entrenador avanzado        | Hawk 109                  | 8           | Reino Unido    | |
| KAI KT-1                 |        | Entrenador                 | KT-1B                     | 13          | Corea del Sur  | 3 unidades más bajo pedido                                                                                           |
| Aermacchi SF.260         |        | Entrenador                 | SF.260M SF.260W           | 15          | Italia         | |
| Grob G 120TP             |        | Entrenador                 | G 120TP                   | 30          | Alemania       | |
| Cessna T-41 Mescalero    |        | Entrenador                 | T-41D                     | 15          | Estados Unidos | Utilizado por la Academia de la Fuerza Aérea de Indonesia                                                            |
| Aviones de Transporte    |        |                            |                           |             |                | |
| Boeing 737               |        | Transporte VIP             |                           | 4           | Estados Unidos | |
| C-130 Hercules           |        | Transporte táctico         | C-130B C-130C C-130H      | 23          | Estados Unidos | |
| Lockheed L-100 Hercules  |        | Transporte táctico         | L-100                     | 4           | Estados Unidos | |
| CASA C-212 Aviocar       |        | Transporte táctico         | NC-212 NC-212i            | 10          | España         | 8 unidades más pedidas                                                                                               |
| CASA CN-235              |        | Transporte táctico         | CN-235                    | 5           | España         | |
| Helicópteros             |        |                            |                           |             |                | |
|                          |        | Helicóptero utilitario     |                           |             | Estados Unidos | |

### Antiguas
- 28 FFA AS/SA-202 Bravo
- 14 Beechcraft T-34 Mentor
- 6 Fokker F-27
- 5 Fokker F28

### Helicópteros
- 11 Eurocopter EC 120 Colibri
- 8 Sikorsky S-58
- 11 Aérospatiale Puma AS 330
- 8 Bell 412.
- 4 Bell 204.
- 7 MBB Bo 105.
- 9 Eurocopter AS 332 Super Puma.
- 58 Boeing AH-64 Apache.

## Accidentes e incidentes
- Accidente del C-130 de la Fuerza Aérea de Indonesia en 1991
- Accidente aéreo del C-130H Hercules en Indonesia de 2009
- Accidente del Lockheed C-130 Hercules de la Fuerza Aérea del Ejército Nacional de Indonesia de 2015